# Крекінг-установка у Бендер-Імамі (Amir Kabir)
Крекінг-установки у Бендер-Імамі (Amir Kabir) — складова частина розташованого в іранській провінції Хузестан нафтохімічного майданчику компанії Amir Kabir Petrochemical (відомий також як 6-й олефіновий комплекс).
Введена в експлуатацію у 2005 році установка парового крекінгу має річну потужність по етилену на рівні 520 тисяч тонн. Вона піддає піролізу газовий бензин (58 %), етан (24 %), бутан (12 %) та пропан (4 %), що дозволяє також продукувати 158 тисяч тонн пропілену, 51 тисячу тонн бутадієну та 137 тисяч тонн піролізного бензину (високооктановий компонент пального). Сировину для піролізу постачає розташований неподалік фракціонатор компанії Bender Imam Petrochemical.
Майданчик Amir Kabir Petrochemical має здатність виробляти поліетилен низької щільності (300 тисяч тонн), лінійний поліетилен низької щільності (260 тисяч тонн) та поліетилен високої щільності (140 тисяч тонн). Крім того, продукується 20 тисяч тонн необхідного для виробництва поліетилену кополімеру — 1-бутену. Таким чином, споживання комплексом етилену перевищує власне виробництво Amir Kabir Petrochemical, втім, у тому ж Бендер-Імаі діють також дві піролізні установки Національної нафтової компанії, одна з яких (7-й олефіновий комплекс) продукує значно більше етилену, аніж споживають її власні похідні виробництва.
Пропілен спрямовується компанії Navid Zar Chimi, котра використовує його для своє лінії поліпропілену потужністю 160 тисяч тонн.
Власниками проекту Amir Kabir Petrochemical станом на середину 2010-х були Bank Refah Kargaran (52 %), Navid Zar Chimi Industrial Company (20 %), Civil Servants Pension Fund Investment (11 %) та Saderfar Investment (10 %).